# План втечі 2
План втечі 2 (англ. Escape Plan 2: Hades) — американсько-китайський кримінальний бойовик 2018 року режисера Стівена Міллера; сиквел фільму «План втечі» 2013 року.

## Сюжет
Головний герой фільму Рей Бреслін — командир елітного загону, що спеціалізується на виведенні людей з найзахищеніших в'язниць у світі. Один з членів його команди — Шу Рен, потрапляє в тюрму нового покоління «HADES», оснащену за останнім словом техніки і цілком захищеної від втеч. Бресліну нічого не залишається, окрім як підключити своїх старих друзів. Бреслін стає в'язнем HADESa, щоб розробити план втечі з в'язниці вдруге. Проте, цього разу все складніше, адже в'язниця постійно змінює свою форму, тому будь-який план втечі швидко стає непридатним.

## У ролях
| Актор               | Роль            |
| ------------------- | --------------- |
| Сільвестер Сталлоне | Рей Бреслін     |
| Дейв Батіста        | Трент Дероза    |
| Гуан Сяомін         | Шу Рен          |
| Джеймі Кінг         | Ебігейл Росс    |
| 50 Cent             | Гаш             |
| Джессі Меткалф      | Люк Волкен      |
| Вес Четем           | Джаспер Кімбрал |
| Тітус Веллівер      | Грегор Фауст    |
| Лідія Галл          | Джулс           |
| Чень Тенг           | Юшен            |
| Тайрон Вудлі        | Акала           |
| Піт Вентц           | Жук             |